# Вандерслебен
Вандерслебен (нем. Wandersleben) — община в Германии, в земле Тюрингия. 
Входит в состав района Гота. Подчиняется управлению Драй Глайхен. Население составляет 1679 человек (на 31 декабря 2006 года). Занимает площадь 12,63 км².

## Фотографии

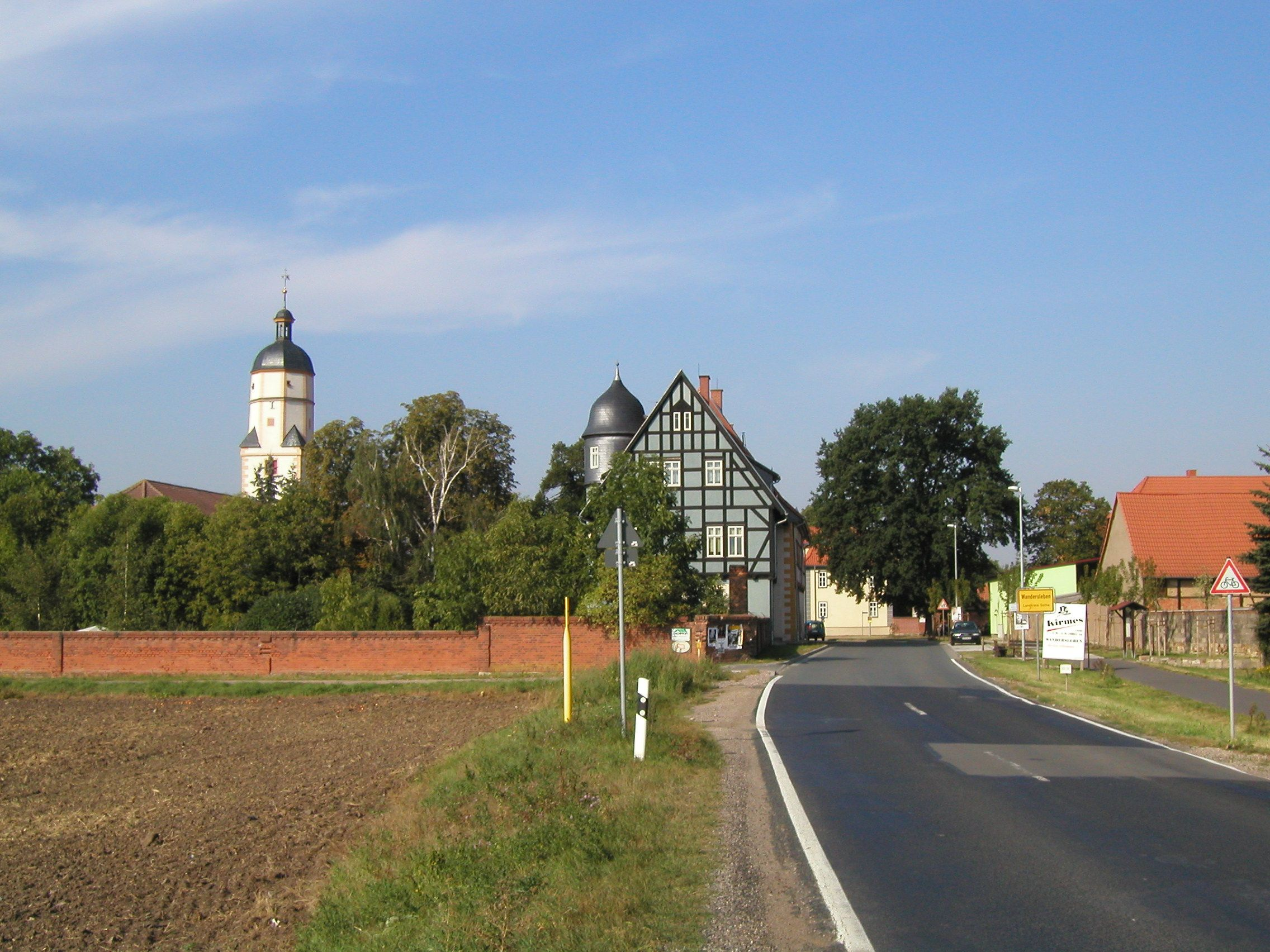
Въезд в Вандерслебен
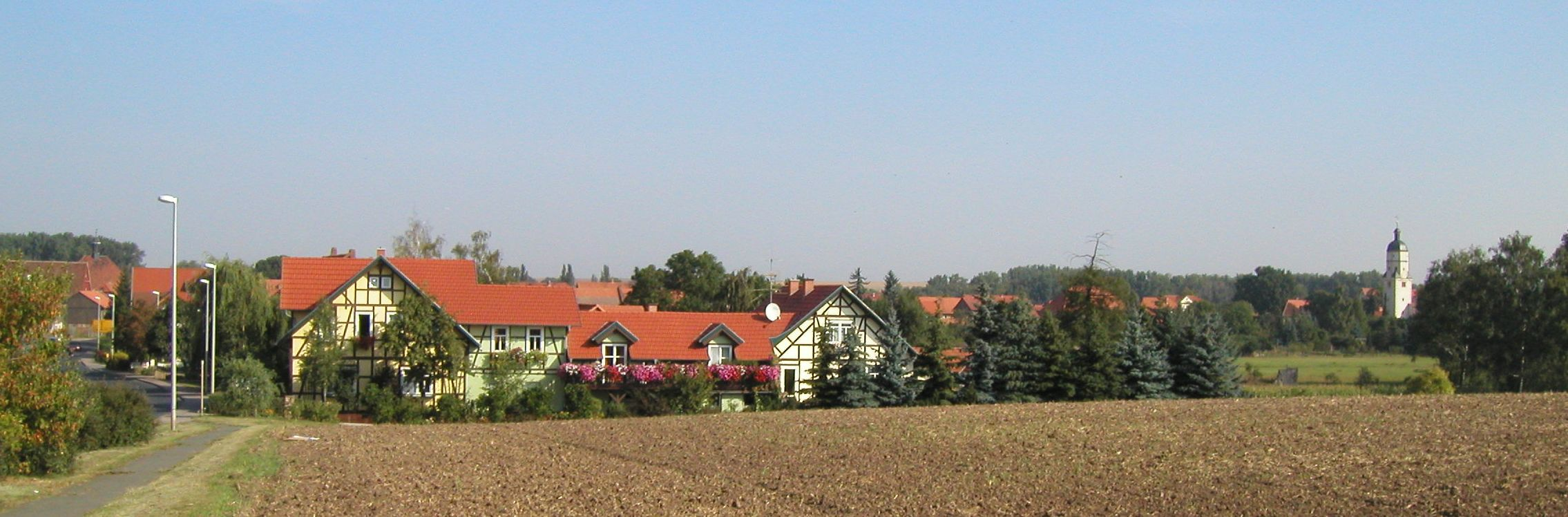
Панорама Вандерслебена
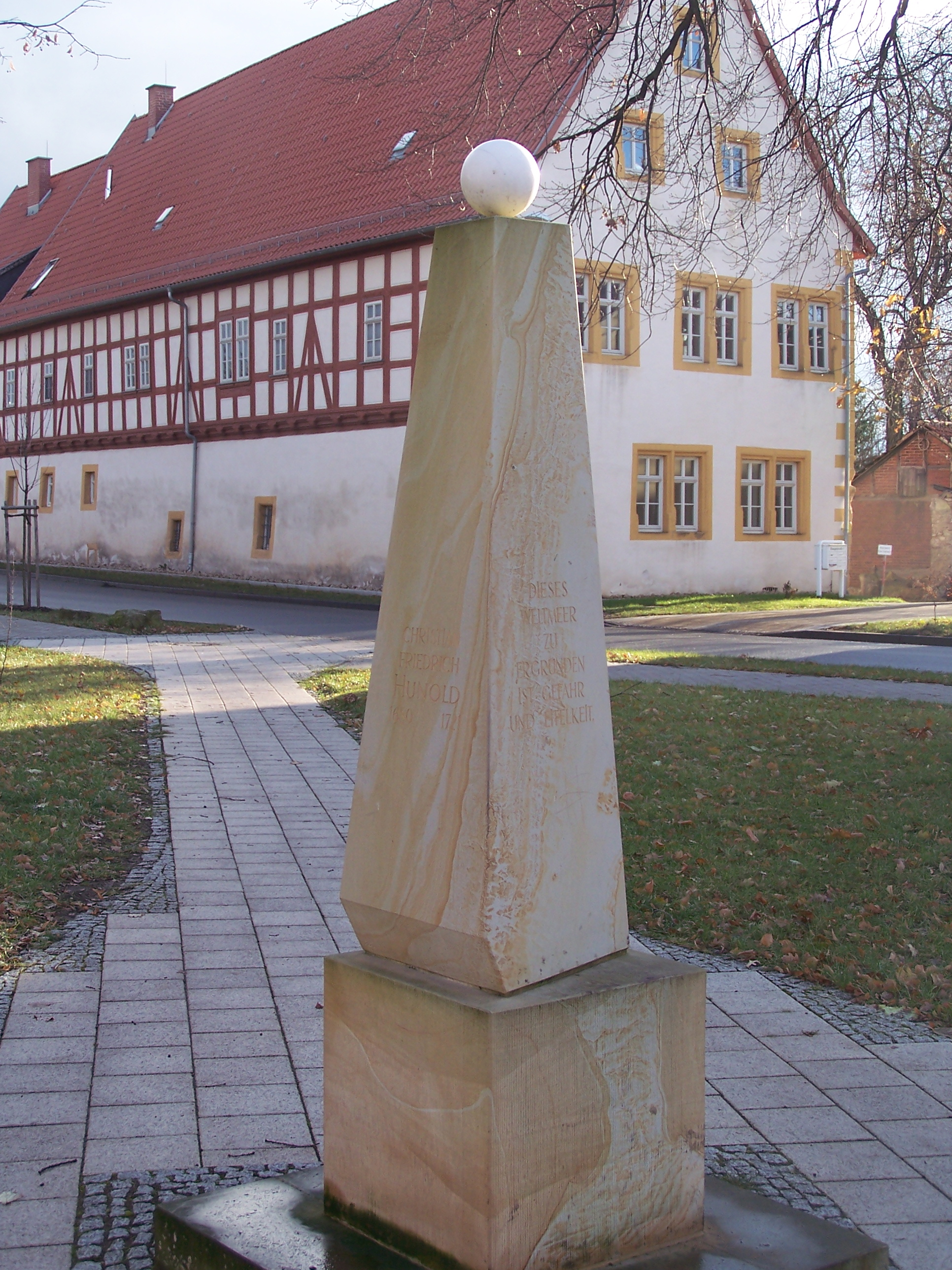
Памятник Менантесу